# 施梅海姆
施梅海姆（德語：Schmeheim）是德国图林根州的市镇，隶属于希尔德布格豪森县。总面积为4.73平方千米，截至2023年12月31日总人口为250人。